# Bnut
Bnut är ett berg i Armenien.   Det ligger i provinsen Vajots Dzor, i den centrala delen av landet, 60 kilometer sydost om huvudstaden Jerevan. Toppen på Bnut är 2 070 meter över havet.
Terrängen runt Bnut är bergig, och sluttar söderut. Runt Bnut är det ganska tätbefolkat, med 70 invånare per kvadratkilometer.. Närmaste större samhälle är Aghavnadzor, 12,8 kilometer sydost om Bnut. 
Trakten runt Bnut består i huvudsak av gräsmarker.